# Pithecellobium cynodonticum
Pithecellobium cynodonticum är en ärtväxtart som beskrevs av Rupert Charles Barneby och James Walter Grimes. Pithecellobium cynodonticum ingår i släktet Pithecellobium och familjen ärtväxter. Inga underarter finns listade i Catalogue of Life.